# Carlo Ceppi

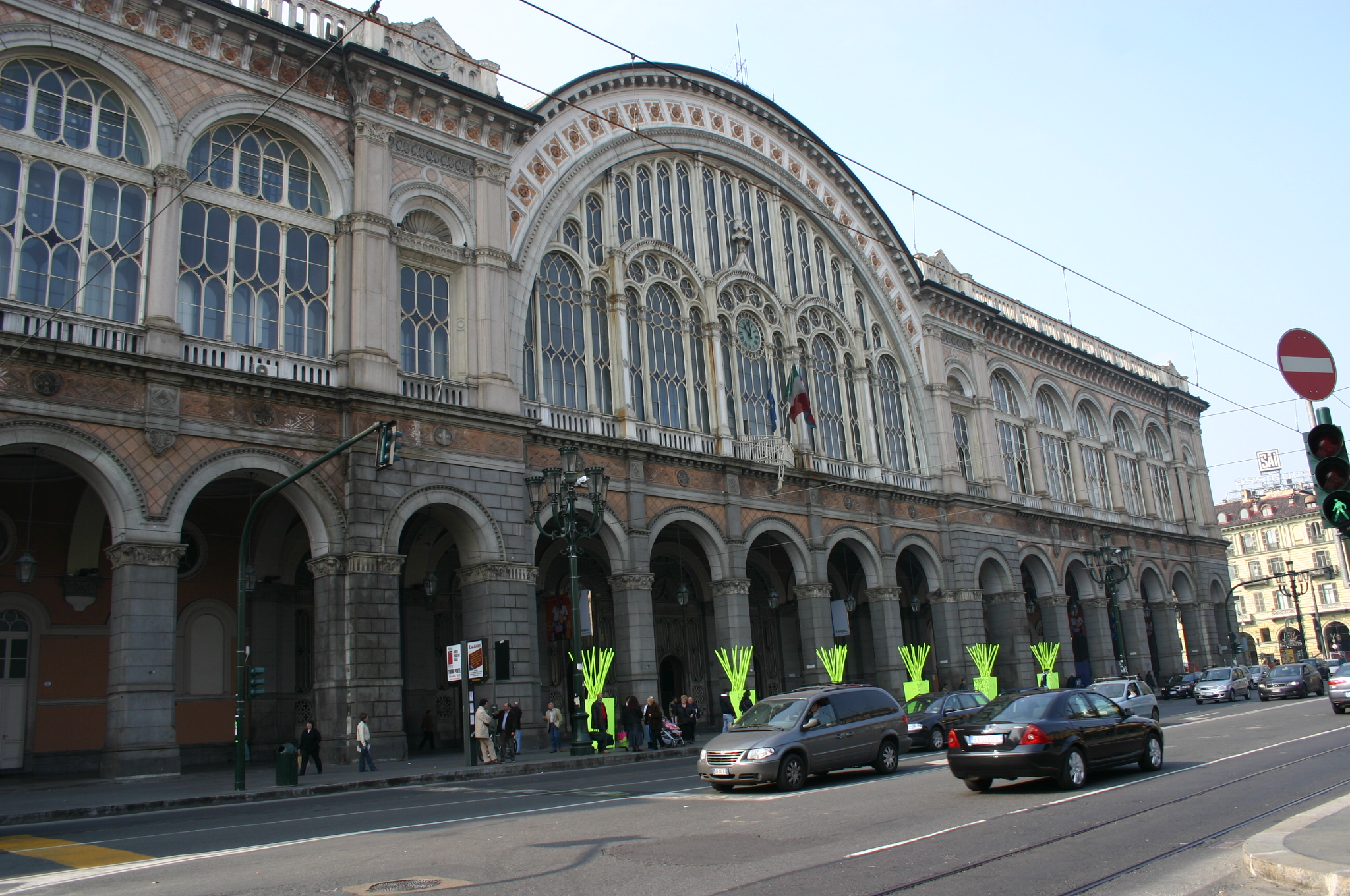
La facciata della stazione di Porta Nuova, a Torino

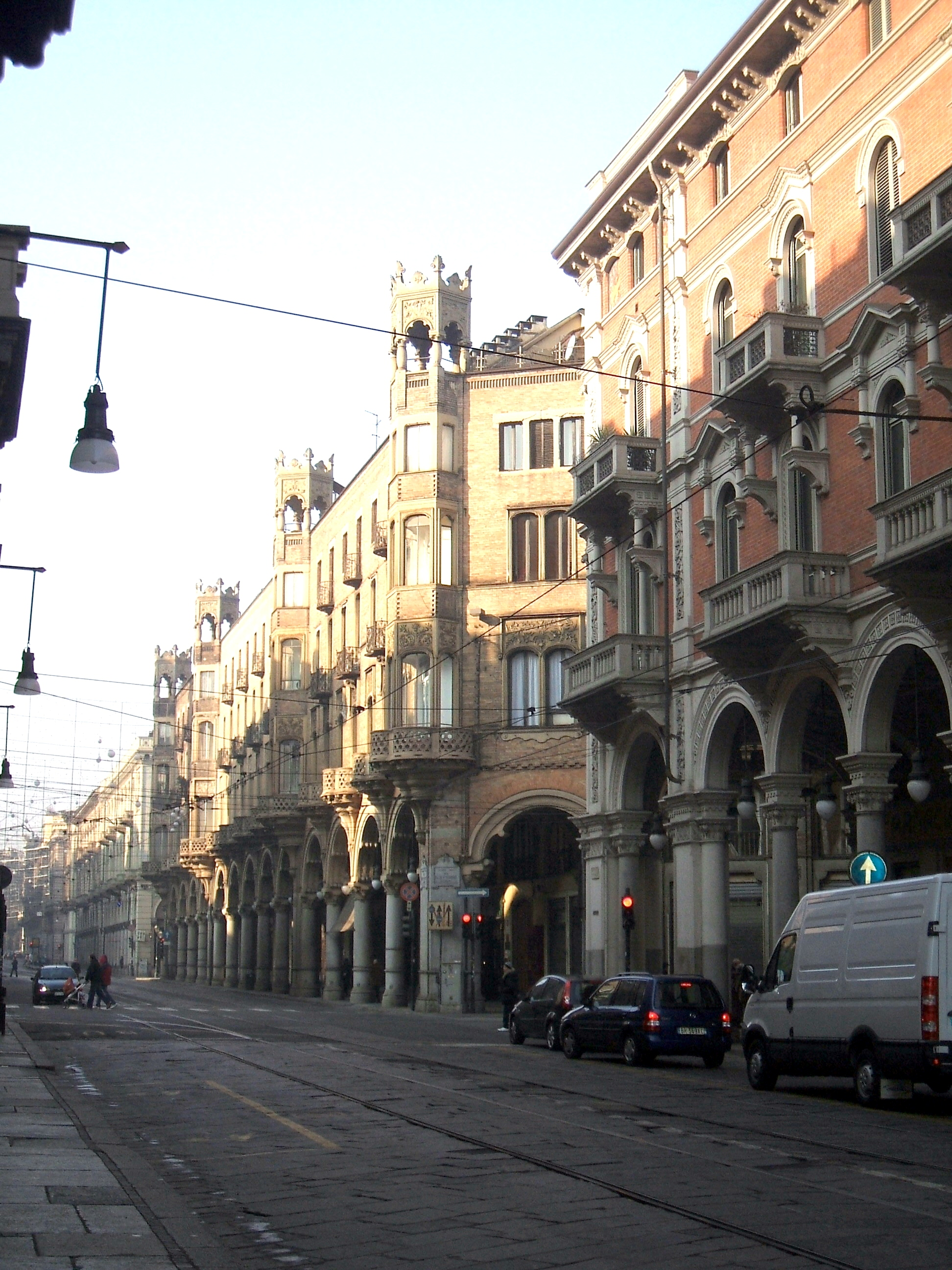
Il Palazzo Bellia in via Pietro Micca

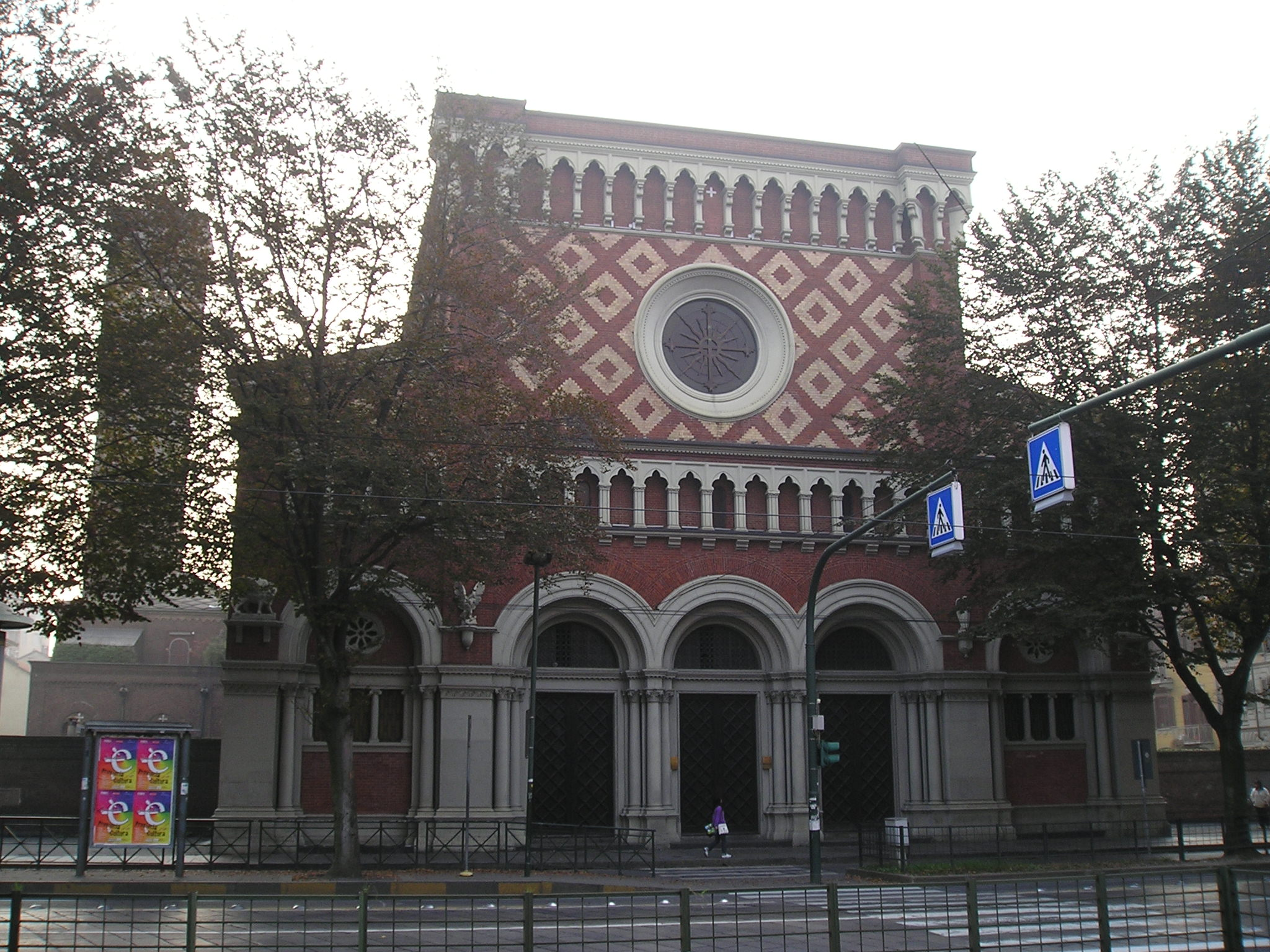
Facciata della chiesa di San Gioacchino in corso Giulio Cesare

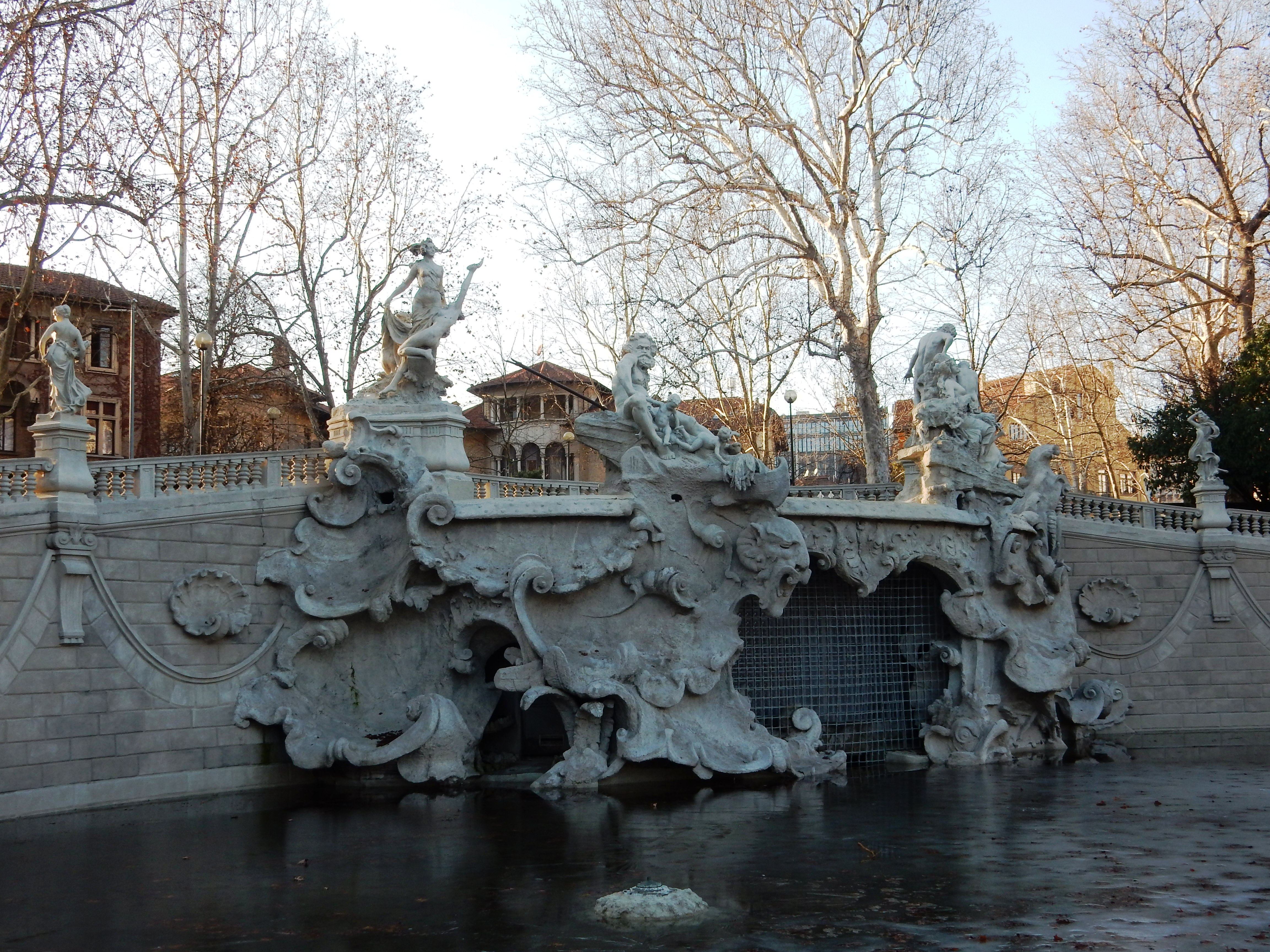
Fontana dei 12 mesi dopo restauro

Carlo Ceppi (Torino, 11 ottobre 1829 – Torino, 9 novembre 1921) è stato un ingegnere, architetto e urbanista italiano.

## Biografia
Figlio del Conte e Senatore Lorenzo Ceppi e Cristina Giulia Ceroni, figlia dell'architetto Giuseppe Antonio Ceroni, Carlo seguì le orme del nonno e si laureò nel 1851 come ingegnere idraulico ed architetto civile. Fu allievo di Carlo Promis. Si dedicò inizialmente all'insegnamento, fu docente di Disegno all'accademia Militare , poi subentrò al Promis come professore straordinario di Architettura all'interno della Scuola d'Applicazione per Ingegneri.  Nel 1861, avendo vinto il concorso per la facciata della chiesa di Santa Maria del Fiore a Firenze, si riavvicinò alla pratica progettuale, collaborando con Mazzucchetti alla facciata della Stazione di Porta Nuova a Torino.Fu quindi attivo nell'area torinese, dedicandosi inizialmente all'edilizia sacra. Lo stile di Carlo Cecchi è improntato al puro eclettismo: nel corso della sua lunga carriera progetto edifici in stile neogotico, neoromanico, neorinascimentale, neobarocco, neorococò, neomedievale, etc, aprendo la strada, con il Palazzo Bellia di via Pietro Micca, allo stile liberty.
Fu suo il progetto dell'edificazione della parrocchia di San Gioacchino, realizzata tra il 1876 ed il 1882, e della Chiesa del Sacro Cuore di Maria (1887), nel cuore del quartiere San Salvario. Realizzò inoltre alcuni arredi (tra questi il pulpito e il confessionale della Basilica Mauriziana di Torino) e si adoperò per la sistemazione del pronao della Chiesa di San Francesco di Sales. 
Sempre a Torino, progettò inoltre l'elegante pronao del Santuario della Consolata e le cappelle ellittiche che coronano il santuario, in gusto neo-barocco. Successivamente, si diede alla progettazione di varie opere architettoniche, in un gusto artistico molto particolare, tra l'eclettico e il liberty torinese.
Tra il 1880 e il 1890 operò anche fuori Torino, e precisamente a Valenza (AL), dove realizzò due progetti di ville: per i Ceriana-Mazzucchetto e per i Ceriana-Astigliano.
Suo fu inoltre il progetto del castello che dal 1907 domina la città di Aosta, noto come Castello Beauregard, dall'omonimo nome della frazione ove sorge. Edificato per volere del Barone Carlo Alberto Jocteau, è sede del Comando della Scuola Militare Centrale di Alpinismo dal 9 gennaio 1934. Attualmente il nome dell'ente è diventato Centro Addestramento Alpino-Scuola Militare.
L'ultimo grande e ambizioso progetto a cui si dedicò fu lo Stadium, un grande edificio sportivo polifunzionale progettato per l'Esposizione Internazionale di Torino del 1911, insieme a Eugenio Ballatore di Rosana e Ludovico Gonnella, realizzato con la tecnica del calcestruzzo armato (era il più grande stadio in calcestruzzo armato dell'epoca), inaugurato in pompa magna nel 1911, che sorgeva parzialmente sulla terza piazza D'Armi ove ore sorge il Politecnico di Torino (corso Duca degli Abruzzi), e demolito nel 1946.
Fu per lungo tempo consigliere comunale della città di Torino.
A lui è dedicato uno dei viali del Parco del Valentino a Torino. 
È sepolto nel Cimitero monumentale di Torino.

## Opere

### Edifici in Torino (chiese e palazzi)
- Facciata della Stazione ferroviaria di Porta Nuova (1863-1866), in collaborazione con Alessandro Mazzucchetti
- Abbellimento della Chiesa di San Carlo (1863-1866), piazza San Carlo
- Sistemazione del pronao della Chiesa di San Francesco di Sales, della anche "delle Sacramentine" (1874), via dei Mille 25[3]
- Palazzo Ceriana (1878), Piazza Solferino 11 angolo Via Arcivescovado
- Chiesa di San Gioacchino (1876-1882), corso Giulio Cesare 10 bis
- Palazzo Ceriana-Mayneri (1884), Corso Stati Uniti, 27 angolo Corso Galileo Ferraris, sede amministrativa del Circolo della Stampa di Torino.
- Chiesa del Sacro Cuore di Maria (1887), via Campana 8
- Palazzo Ceriana-Racca (1887), via dell'Arsenale 33 angolo Corso Matteotti (all'epoca chiamato Corso Oporto)
- Arretramento e il rifacimento della fronte della chiesa di S. Tommaso (1897), via Monte di Pietà 11, a seguito dell'apertura dell'arteria di via Pietro Micca,
- Il Palazzo Bellia, (1898) via Pietro Micca, che vien considerato l'edificio antesignano dello stile liberty torinese[2], uno dei primi edifici civili a utilizzare una struttura portante in calcestruzzo armato, realizzata dall'impresa dell'ingegner Giovanni Antonio Porcheddu
- Palazzo Priotti, corso Vittorio Emanuele II 52
- Cappella della Passione nella Chiesa della Visitazione, via XX settembre 23
- Ampliamento del Santuario della Consolata (1899-1904), in Piazza della Consolata
- Modifiche alla facciata e all'interno della chiesa di S. Agostino (1900), via Santa Chiara 9
- Ricostruzione della Chiesa della Madonna degli Angeli (1901), in via Carlo Alberto 39, con cupola in calcestruzzo armato realizzata dall'impresa dell'ingegner Giovanni Antonio Porcheddu

### Tombe funebri
Progettò diverse tombe e monumenti funebri al Cimitero Monumentale di Torino: tombe delle famiglie Sineo, Masino, Ceppi, Chevalley (1881), Engelfred (1894), Bianchi (1907), Casana (1910), in alcune delle quali appaiono le caratteristiche colonne rigonfie da lui usate in vari edifici civili.
Tra l'architettura funeraria fuori Torino si ricorda: Tomba Minoglio nel cimitero di Moncalvo Monferrato, Tomba Piacenza nel cimitero di Pollone, Tomba Sannazzaro, 1910, nel cimitero di Giarole.

### Esposizioni Universali
Carlo Ceppi fu uno dei protagonisti della stagione delle Esposizioni Internazionali tra fine ottocento e inizio novecento, partecipando sia a quelle tenutesi a Torino che all'estero.
Esposizione generale italiana a Torino del 1898 -  progetto, in collaborazione con Giacomo Salvadori di Wiesehof e C. Gilodi, dei padiglioni dell'arte sacra (a tre maniche) e delle missioni, oltre all'ingresso principale a porticato ellittico. Progetto della fontana dei 12 mesi all'interno del Parco del Valentino (viale Boiardo) ancora esistente. La fontana è così nominata per via delle statue che la cingono rappresentanti ognuna un mese dell'anno, fatta erigere in occasione dell'Esposizione generale italiana del 1898.
Esposizione di Parigi del 1900 - progetto, in collaborazione con Giacomo Salvadori di Wiesehof e C. Gilodi, di un padiglione ispirato al gotico veneziano
Esposizione Internazionale di Torino del 1911, progetto in collaborazione con Eugenio Ballatore di Rosana e Ludovico Gonnella dello Stadium, in corso Duca degli Abruzzi (ora demolito), con struttura portante in calcestruzzo armato realizzata dall'impresa dell'ingegner Giovanni Antonio Porcheddu

### Piani urbanistici in Torino
- Sventramento del centro storico con la creazione di via Pietro Micca (1885), dove ruppe per la prima volta l'ortogonalità delle vie torinesi, collegando in diagonale le piazze Castello e Solferino

## Carriera Accademica
Svolse una costante attività accademica
1863/1869 Professore aggiunto di Disegno dell'Accademia Militare
1869/70 Professore straordinario della cattedra di Architettura all'interno della Scuola d'Applicazione per Ingegneri di Torino
1870/1907 Professore della cattedra di architettura dell'università di Torino, diventa titolare della cattedra nel 1893

## Impegno politico e cariche
L'ing. Carlo Ceppi fu fondatore della Società degli Ingegneri e Architetti in Torino nel 1866, ne fu consigliere nel 1870, 1874, 1875, vicepresidente nel 1876 e consigliere dal 1892 al 1894.
Fu consigliere Comunale della Città di Torino per ventiquattro anni, ricoprendo per due volte la carica di assessore. Fu membro della Commissione Edilizia (« d'ornato » come si diceva allora) della CIttà di Torino per trentasette anni.